# Jacira (barco)
A barcaça Jacira (Jacyra) foi uma pequena embarcação brasileira que foi afundada na tarde do dia 19 de agosto de 1942, pelo submarino alemão U-507, no litoral do estado da Bahia.
Naquela dia, por volta da 13:30 (17:30 pelo Horário da Europa Central), aproximadamente 10 milhas da foz do Rio das Contas, na costa da Bahia, o U-507 interceptou a tiros de canhão o pequeno veleiro, de 89 toneladas, um navio típico nordestino de fundo chato a que se dá a denominação de barcaça. A embarcação havia saído no dia anterior de Belmonte e dirigia-se a Salvador, com uma carga de cacau, piaçava, garrafas vazias e um caminhão desmontado.
Com o barco parado, um oficial e dois marinheiros partem do submarino para vistoriar o Jacira, como se fossem autoridades portuárias. Além da carga nem um pouco impressionante ou perigosa para o esforço de guerra alemão, havia um passageiro clandestino a bordo. Ele, e os cinco homens da tripulação, foram forçados a abandonar a barcaça e partir para terra em um bote. Considerando ser um alvo insignificante, foi afundado com quatro cargas de detonação. No entanto, não foi esse o único infortúnio do proprietário e mestre de pequena cabotagem Norberto Hilário dos Santos. No inquérito, foram apuradas várias irregularidades da embarcação, pelas quais foi punido pela Capitania dos Portos da Bahia, sobretudo pelo transporte do passageiro clandestino.
Foi o único, dos seis ataques do U-507, em que não houve mortos. Os sobreviventes – Norberto Hilário dos Santos, Adaucto Alves das Neves, Raimundo Borges, Antenor?, Acelino Bispo de Jesus e Vitalino Olegário dos Santos – alcançaram a costa na praia de Serra Grande, quinze quilômetros ao sul de Itacaré, também na Bahia.